# Sacra famiglia con san Giovannino e un angelo
La sacra famiglia con san Giovannino e un angelo  di Simone Peterzano è un dipinto olio su tela conservato nella collezione di Olivetti Rason Firenze.

## Storia
Non si conoscono le origini e la commissione dell'opera che risulta documentata solo da quando è presente nella collezione della fondazione Olivetti Rason di Firenze, dove risulta la provenienza dalla collezione di Alberto Bruschi fino al 1991. L'opera fu indicata come lavoro del Peterzano dalla storica dell'arte Mina Gregori nel suo studio del 18 febbraio 1992. Proprio la vicinanza stilistica dell'opera con altri lavori dell'artista ne confermano l'attribuzione con sicura attribuzione. 
(Mina Gregori - expertise 1992)

## Descrizione
La tela raffigura la Madonna con il braccio il Bambino e accanto a Lei il piccolo san Giovanni Battista. Alla sua destra è raffigurato san Giuseppe nelle sembianze di un vecchio, mentre alla sua sinistra un angelo raffigurato di profilo che copre il paesaggio dal sapore leonardesco.
Nei toni cangianti del Veronesi la Gregori ritrova una “una squisitezza coloristica che il pittore ha trasferito anche nell'orecchio dell'angelo di profilo e in adorazione” indicando la precisione del profilo “che stacca senza fondersi con l'incarnato”. La storica ritrova contatti con la pitture bresciana del Moretto: “il quale conserva le caratteristiche fisionomiche lombarde”, mentre la Vergine la vorrebbe ricordano le impostazioni del Callisto Piazza e l'angelo nelle raffigurazioni di Bernardino Luini. 
Per quanto riguarda la datazione non ha trovato concordi gli storici dell'arte. Secondo Mina Gregori l'opera e conducibile al 1577-1580., contrariamente Maria Teresa Fiorio, ne indicherebbe una datazione intorno al 1572, per la configurazione a mezza figura dei personaggi tipica della pittura del Rinascimento veneziano. Si consideri che negli anni ottanta del Cinquecento, alla bottega del Peterzano vi era un giovane Caravaggio che pare già presentava una grande predisposizione, e che ben studiava i lavori del maestro. La Gregori ritiene che erano gli anni in cui il bergamasco lavorava per la Certosa di Garegnano, affreschi che sebbene terminati nel 1582 erano stato oggetto di studio, almeno nei disegni preparatori da parte del Caravaggio. Specialmente nell'immagine di san Giuseppe è riscontrabile una ripresa nel Riposo durante la fuga in Egitto del giovane alunno, nonché alcune analogie con il Bacchino malato.
Il dipinto risulta essere una evidente proposizione dell'opera veneta e lombarda che ben conosceva Peterzano essendo stato alunno, o comunque vicino al Vecellio per passare poi all'opera lombarda vicina a Luini, e portando i suoi lavori al Caravaggio, forse passando proprio alle opere presenti a Bergamo del Moroni dato che questi era originario di Bergamo. Diventa così un'opera in perfetto equilibrio tra l'arte veneta con i colori luminosi che riprendono il cromatismo del Tintoretto, e il paesaggio leonardesco.
L'artista ci presenta un'opera